# Michael Swords
Michael D. Swords (...) è un biochimico statunitense.

## Biografia
Nel 1962 Swords ha conseguito il Bachelor of Science in chimica alla University of Notre Dame a South Bend (Indiana). Successivamente ha studiato biochimica alla Iowa State University, dove si è laureato nel 1965. Ha proseguito gli studi alla Case Western Reserve University a Cleveland, dove ha conseguito il Ph.D. nel 1972.
Dal 1976 al 2006 è stato professore di scienze naturali alla Western Michigan University a Kalamazoo. Nel 1978 ha conseguito il Premio di Eccellenza per l'insegnamento universitario (Teaching Excellence award). I suoi studi professionali hanno riguardato la biologia umana, la genetica, lo studio dell'ambiente naturale, la storia e la filosofia della scienza.
Swords si è interessato anche di parapsicologia, criptozoologia e ufologia. In campo ufologico, Swords è molto conosciuto, avendo collaborato con la Commissione Condon per lo studio degli UFO. Ha scritto articoli per varie riviste, tra cui il Journal of Scientific Exploration, l'International UFO Reporter e il Journal for UFO Studies; di quest'ultima rivista, Swords è stato anche redattore capo. È stato relatore in congressi e simposi di ufologia ed ha scritto alcuni libri. Nel 2005 Swords ha partecipato in USA alla trasmissione televisiva Peter Jenning Reporting: UFOs- Seeing Is Believing, in cui ha discusso delle fasi iniziali dell'investigazione dei Militari statunitensi sugli UFO, come il Progetto Sign e il Progetto Grudge. Swords si è interessato anche delle problematiche riguardanti l'applicabilità del metodo scientifico in ufologia.
È stato consulente dell'APRO e del MUFON e ha fatto parte del direttivo del CUFOS. È inoltre membro dell'American Association for the Advancement of Science (AAAS) e della Society for Scientific Exploration (SSE).

## Pubblicazioni più conosciute
- Science and the extraterrestrial hypothesis in ufology, Journal for UFO Studies, vol. 1, 1989
- Astronomers, the extraterrestrial hypothesis and the Un ited States Air Force at the beginning of the modern UFO ohenomenon, Journal for UFO Studies, vol. 5, 1994
- The University of Colorado UFO Project: The Scientific Study of UFOs, Journal for UFO Studies, vol. 6, 1995-1996
- A different View of Roswell- Anatomy of a Myth, Journal of Scientific Exploration, vol. 12, 1998
- Classic cases from the APRO Files, International UFO Reporter, vol. 24, 1999
- Project Sign and the Estimate of the Situation, Journal for UFO Studies, n. 7, 2000
- UFOs, The Military, and the Early Cold War, in UFOs and Abductions: Challenging the Border of Knowledge, David Michael Jacobs editor, University Press of Kansas, 2000
- Grassroot UFOs: Case Report from the Timmerman Files, CSS Pub., 2005
- Grassroots UFOs: Case Reports from the Center for UFO Studies, Anomalist Books, 2011